# Lebensführung
Als Lebensführung (oder Lebenswandel) wird in der Umgangssprache die Art und Weise bezeichnet, mit der Personen ihren Alltag praktisch gestalten.

## Begriff
Der Begriff Lebensführung wird in unterschiedlichsten Kontexten und  Konnotationen verwendet. Man spricht mit Blick auf medizinische Themen von einer „gesunden“ oder „ungesunden“ Lebensführung, fragt möglicherweise in der Soziologie nach einer „standesgemäßen“ Lebensführung bestimmter Gruppen in der Gesellschaft (sozialer Status) oder interessierte sich mit religiöser Intention dafür, was eine „gottgefällige“ Lebensführung ist. Gemeinsam ist dem Wortgebrauch, dass damit ein aktiv gestaltenderer Umgang mit dem eigenen Leben angesprochen wird. Sprachlich weist das Grundwort „Führung“ zwar auf den sozialwissenschaftlichen Begriff der Führung hin, wird jedoch auf die Selbstführung beschränkt. Menschenführung oder Unternehmensführung als Unterarten des Führungsbegriffs sind dagegen stets Fremdführung (Management).

## Soziologie
In der Wissenschaft und dort vor allem in der Soziologie wird der Begriff Lebensführung traditionell stark mit der religionshistorischen Arbeit von Max Weber verbunden. Berühmt geworden ist seine These, dass der moderne Kapitalismus neben seinen rein ökonomischen und technischen Grundlagen auch auf einer spezifischen Arbeits- und Berufsethik beruht (Die protestantische Ethik und der Geist des Kapitalismus). Diese habe, so Weber, ihre Grundlage in religiösen Werten (v. a. im Protestantismus und darin besonders im Calvinismus), die Menschen dazu veranlassen eine auf Effizienz und Erfolg (vor allem im Beruf) ausgerichtete „methodische Lebensführung“ anzustreben.
Schon bei Weber wird Lebensführung unterschieden von der Frage nach dem spezifischen „Lebensstil“ bestimmter Gruppen, vor allem bei etablierten Ständen. Gemeint ist damit, wie eine Lebensführung im alltäglichen Handeln mit symbolischen Ausdrucksformen (zum Beispiel Kleidung, Wohnraumausstattung, Statussymbole) stilisiert wird, um die Zugehörigkeit zu einer Gruppe zu demonstrieren und sich von anderen Gruppen zu distanzieren bzw. diese auszuschließen.
Die sich auf Weber beziehende Forschung hat diesen Unterschied der zwei Begriffe lange Zeit nicht bewusst registriert (u. a. deswegen, weil die US-amerikanische Weberforschung Lebensführung als „Life-style“ übersetzte und damit beide Begriffe vermischte). Erst in einer neueren deutschen Forschungsrichtung aus dem Umfeld der subjektorientierten Soziologie wurde dieser Unterschied wieder gezielt aufgegriffen, die dann den Begriff der „alltäglichen Lebensführung“ in Absetzung vom „Lebensstil“ (wie auch vom marxistischen Konzept der „Lebensweise“ und vom Begriff „Lebenswelt“ der Phänomenologie, bzw. bei Jürgen Habermas) prägte und in umfangreichen Forschungen empirisch anwendete. Der Begriff steht inzwischen für ein etabliertes Forschungsfeld, das neben der soziologischen Lebensstilforschung Beachtung findet.
Aus Sicht der soziologischen Systemtheorie von Niklas Luhmann legte Jan V. Wirth im Jahr 2014 eine Theorie der Lebensführung der Gesellschaft vor, die Lebensführung als Arrangement von Inklusion (Einbeziehung, Teilhabe) und Exklusion (Ausgrenzung, Nicht-Teilhabe) fasst.
In der Lebensführung von Personen, so der ökosoziale Ansatz von Wolf Rainer Wendt, nutzen sie Mittel und Wege, Zeit und materielle und immaterielle Ressourcen. Unter Gesichtspunkten der sozialen und gesundheitlichen Versorgung wird die „Ökonomie der Lebensführung“ (Nomos, Baden-Baden 2017) u. a. so erklärt: Individuell und gemeinsam wird das Leben im Bedingungsrahmen und in dynamischer Wechselbeziehung von persönlicher Daseinsvorsorge, sozialen Arrangements und öffentlicher Daseinsvorsorge geführt.

## Alltägliche Lebensführung
Als alltägliche Lebensführung wird soziologisch der alltagspraktische Zusammenhang aller Handlungen von Personen in ihren verschiedenen Lebensbereichen definiert, wie Arbeitswelt, Familie, Freizeit, Bildung, politisches und zivilgesellschaftliches Engagement usw. Thema des im Rahmen der Münchener Subjektorientierten Soziologie entstandenen Konzepts ist damit das gesamte tätige Leben von Individuen, aber nicht in seiner gesamten Länge (wie es Thema der Biographie- oder Lebensverlaufsforschung ist), sondern quasi in seiner Breite. Gegenstand ist also nicht die Diachronie, d. h. der langzeitliche Ablauf des Lebens, der jedoch ein wichtiger Hintergrund und Fluchtpunkt von Lebensführung ist, sondern die Synchronie des Alltags, die aber natürlich zeitlichen Veränderungen unterliegt.
Dabei interessiert weniger die konkrete Vielfalt der einzelnen Tätigkeiten (wie sie etwa von der Zeitbudgetforschung oder der Zeitgeographie untersucht wird), als vielmehr der alltägliche Zusammenhang der Aktivitäten von Menschen. Es geht um das individuelle „Arrangement der verschiedenen sozialen Arrangements“ von Personen oder um die Art und Weise, wie das Alltagsleben von Menschen in den für sie relevanten Lebenssphären (mit denen man sich arrangieren muss) zusammengehalten wird – oder alltagssprachlich mit einer häufig zu hörenden Formulierung: wie man sein Leben „auf die Reihe“ oder „unter den Hut bekommt“.
Dieses System der Alltäglichen Lebensführung ist aus soziologischer Sicht nicht sozial vorgegeben und mehr oder weniger passiv übernommen, sondern es ist eine aktive Konstruktion der Betroffenen. Trotzdem „gehört“ die alltägliche Lebensführung den Personen nur bedingt (genauso, wie sie meist nur begrenzt eine bewusste Konstruktion ist). Sie besitzt vielmehr eine an das Subjekt gebundene aber von ihr nur teilweise steuerbare strukturelle Eigenlogik, die ein zentraler Erkenntnisgegenstand der Lebensführungsforschung ist. In dieser Eigenlogik erfüllt Lebensführung wichtige Funktionen für die Person (zum Beispiel die Entlastung von Handlungsentscheidungen) wie für die Gesellschaft (zum Beispiel die alltagspraktische Vermittlung verschiedener gesellschaftlicher Bereiche) und bildet schließlich ein bisher in der Soziologie weitgehend vernachlässigtes Vermittlungsmoment im spannungsreichen Verhältnis zwischen Individuum und Gesellschaft.
Die Lebensführung einer Gruppe oder Lebensgemeinschaft, so auch die familiale Lebensführung, entsteht aus den Lebensführungen der einzelnen Mitglieder und ihren Wechselwirkungen untereinander.
Das Konzept der Alltäglichen Lebensführung wurde hinsichtlich verschiedener theoretischer Aspekte weiterentwickelt (zum Beispiel mit der Frage nach Bedeutung von Lebensführung für die Identitätskonstruktion von Personen, vgl. Behringer) und bei einer großen Zahl von Gruppen und in Bezug auf vielfältige Fragestellungen empirisch untersucht.
Eine besondere Beachtung fand der Begriff der Alltäglichen Lebensführung in den Arbeiten des Begründers der kritischen Psychologie, Klaus Holzkamp. Kurz vor seinem Tod griff er den Ansatz der Alltäglichen Lebensführung auf und versuchte, diesen als Basis für ein von ihm angestrebtes „subjektwissenschaftliches Grundkonzept“ zu verwenden. Dies blieb jedoch Fragment.

## Lebensführung aus Sicht der Medizin
Eine großangelegte Studie zeigte 2012: Die sogenannten „großen vier Risikofaktoren“ – Rauchen, Diabetes, hoher Blutdruck und/oder Cholesterinspiegel – haben unerwartet starken Einfluss auf das Risiko, einen Schlaganfall oder Herzinfarkt zu erleiden. Schon einer dieser Faktoren kann das normale Risiko laut Studie auf etwa das Zehnfache steigern. Die Wahrscheinlichkeit, dass ein Mensch, auf den keiner der Risikofaktoren zutrifft, im Laufe seines Lebens einen Infarkt erleidet, liegt bei unter fünf Prozent. Das individuelle Herzinfarkt- und Schlaganfallrisiko wird bisher nur für die nächsten fünf oder zehn Jahre geschätzt. Viele Menschen unterschätzen ihr Risiko für Herz-Kreislauf-Erkrankungen drastisch.

## Lebensführung in der Wirtschaft
In der Wirtschaft, insbesondere in der Volkswirtschaftslehre, wird das Wirtschaften eines Privathaushaltes als Lebenshaltung bezeichnet. Das kommt insbesondere bei den Konsumausgaben zum Ausdruck, die als Lebenshaltungskosten bezeichnet werden. Danach ist die Lebenshaltung die Gesamtheit der für die soziale, wirtschaftliche und kulturelle Lebensgestaltung erforderlichen Ausgaben.